# Харьковский ипподром
Харьковский беговой ипподром (укр. Харківський іподром) — старейший ипподром на территории Украины, основан в 1848 году. Харьковский ипподром сейчас находится в аренде ООО «Харьковский конный завод», до недавнего времени на ипподроме проводились бега, а также авторалли.
Ипподром расположен на пл. Ипподрома, 2. Ближайшие станции метро — «Ярослава Мудрого», «Университет».

## История
Был основан в 1848 году. Поначалу использовался лишь трижды в год во время проведения конной ярмарки на территории Конного рынка. Полноценное функционирование началось лишь спустя десятилетие, после переезда ипподрома на площадку в Сокольниках, на севере Харькова. 
В 1860-е годы стал центром конезаводства в городе, чему поспособствовала выставка лошадей Харьковской губернии, которая проводилась в 1860 году.
В 1870-е годы, несмотря на открытие тотализаторов, общий интерес к скачкам в империи падает. В середине 1880-х скачки и бега вовсе прекращаются.
Вновь скачки были возобновлены в 1896 г. В начале XX века ипподром набирает былую популярность. Строятся трибуны и необходимая инфраструктура. Харьковским архитектором З. Ю. Харманским в 1914 году был спроектирован комплекс трибун ипподрома для рысистых бегов в стиле модерн, сохранившийся до сегодняшних дней.
Скаковой ипподром был закрыт в 1926 г., его территорию поглотил Харьковский авиазавод. Ипподром для рысистых бегов продолжил функционировать.
В советские времена Харьковский ипподром входил в четверку лидеров Союза и принимал, наряду с Киевом и Одессой, республиканские соревнования по конному спорту, а количество ежегодно проходивших испытание на его базе лошадей достигало 500.
1990-е годы стали тяжелейшими годами в истории ипподрома, к 2000 году ипподром обанкротился, а в 2005 году получил нового хозяина — ООО «Харьковский конный завод».

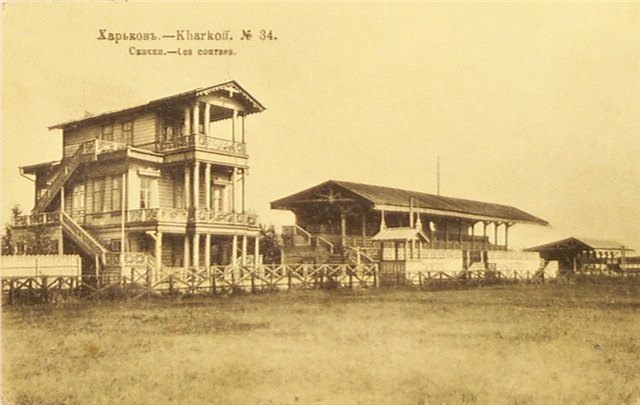
Харьковский скаковой ипподром в нач. XX в.
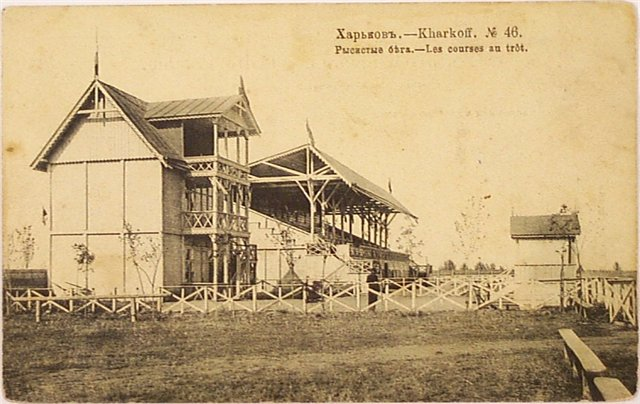
Харьковский беговой ипподром

## Ипподром сегодня
С 2010 по 2012 годы на ипподроме проходили автогонки по зимнему треку. 12 февраля 2012 года из-за смертельной аварии во время одного из заездов — гонки остановили.
На ипподроме можно брать уроки верховой езды — при нем работает конный клуб. Также в его конюшнях размещены лошади, служащие в харьковском кавалерийском взводе полиции.